# Parapegomyia socculata
Parapegomyia socculata är en tvåvingeart som först beskrevs av Zetterstedt 1845.  Parapegomyia socculata ingår i släktet Parapegomyia och familjen blomsterflugor. Inga underarter finns listade i Catalogue of Life.